# Wiesen-Erdzikade
Die Wiesen-Erdzikade (Aphrodes makarovi) ist eine Zwergzikade aus der Unterfamilie der Erdzikaden (Aphrodinae).

## Merkmale
Die Zikaden werden 5,5–7,5 mm lang. Die Zikaden besitzen eine relativ spitze Kopfform. Über den Kopf und über das Pronotum verläuft häufig ein helles Querband. Die Zikaden besitzen eine blasse Flügeladerung. Die Färbung ist sehr variabel. Insbesondere die Weibchen sind sehr schwierig von ähnlichen Arten zu unterscheiden. Früher galt A. makarovi als eine Farbvariante von Aphrodes bicinctus.

## Vorkommen
Die Art ist in Europa weit verbreitet. Auf den Britischen Inseln und in Skandinavien ist die Art vertreten, während sie auf der Iberischen Halbinsel fehlt.

## Lebensweise
Die Wiesen-Erdzikade findet man an Löwenzahn, an Disteln, an Brennnesseln und weiteren Pflanzen. Die Zikaden saugen an Blättern und Stängeln dieser Pflanzen. Die Imagines einer Generation fliegen von Juni bis Oktober.